# Tổ chức giáo dục
Tổ chức giáo dục có nhiều ý nghĩa theo lĩnh vực và bối cảnh mà nó đang được áp dụng. Trong tâm lý giáo dục, tổ chức giáo dục là tổ chức trong phạm vi giáo dục. Nó liên quan đến lý thuyết về tổ chức vì nó áp dụng cho việc giáo dục tâm trí con người. Trong cải cách trường học, tổ chức giáo dục là cách một hệ thống giáo dục vận hành. Tổ chức giáo dục cũng có thể đề cập đến các cơ quan phi lợi nhuận cung cấp dịch vụ giáo dục.